# José Selgas

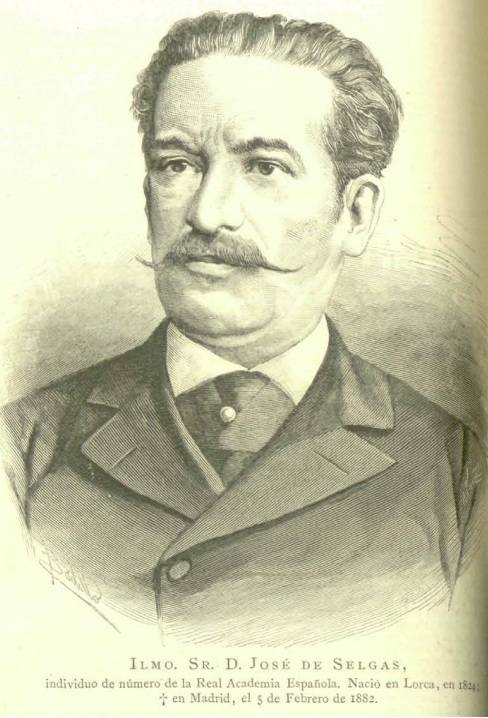
José Selgas.

José Selgas y Carrasco, född den 27 november 1824 i Lorca (Murcia), död den 5 februari 1882 i Madrid, var en spansk författare.
Selgas, som var kabinettssekreterare under Arsenio Martínez Campos och moderat politiker, uppsatte "El Padre Gobo", som fick stort politiskt och litterärt inflytande, och blev senare huvudredaktör för "La España". Stort bifall rönte hans diktsamlingar La primavera och Estio (1850-59), varefter följde Hoyas sueltas, viajes alrededor de varios asuntos, Más hoyas seultas (1861 och 1866), Delicias del nuevo paraiso, Libro de memorias med mera. Han skrev därjämte ett stort antal romaner. Han blev ledamot av Spanska akademien 1874. Adolf Hillman skriver i Nordisk familjebok: "S. var fulländad verskonstnär, spontan och individuell, af sin tid mycket öfverskattad, men har senare blifvit orättvist underskattad." 